# 마누 트리게로스
마누 트리게로스(스페인어: Manu Trigueros, 1991년 10월 17일 ~ )는 스페인의 축구 선수로, 포지션은 미드필더다. 현재 비야레알 CF에서 활약하고 있다.

## 클럽 경력

### 레알 무르시아
마누 트리게로스는 2009년 레알 무르시아의 B팀에서 성인 무대에서 경력을 시작하였다. 2010년 6월 상위팀이 2부 리그에서 강등되면서, 자유계약으로 풀려났다.

### 비야레알 CF
2010년 여름 트리게로스는 비야레알 CF의 C팀과 계약하였다. 2011년 여름 비야레알 B팀으로 승격하였다. 2011-12 시즌 동안 좋은 활약을 펼치며 팀의 순위를 12위로 안착시켰으나, 비야레알 A팀이 1부 리그에서 강등되면서 B팀도 자동 강등되었다. 그러나 2012-13 시즌을 앞두고, 마누 트리게로스는 비야레알 A팀에 합류하게 되었다. 이 시즌 동안 트리게로스는 36경기에 출전하고 3골을 기록하며, 구단의 재승격에 공헌하였다.
2013년 8월 19일 UD 알메리아와의 경기에 교체 출전하며, 라리가 데뷔전을 치렀다. 2014년 2월 3일 CA 오사수나를 상대로 데뷔골을 기록했다.

## 기록

### 대회 기록
비야레알 CF (2012~ )
- UEFA 유로파리그 : 2020-21
- UEFA 슈퍼컵 준우승 : 2021

### 개인 수
- 라리가 : 올해의 팀 (2016-17)